# Maksym Draczenko
Maksym Ołehowycz Draczenko, ukr. Максим Олегович Драченко (ur. 28 stycznia 1990 w Czerkasach) – ukraiński piłkarz, grający na pozycji pomocnika lub napastnika.

## Kariera piłkarska

### Kariera klubowa
Wychowanek klubów SDJuSzOR Czerkasy i Szachtar Donieck, barwy których bronił w juniorskich mistrzostwach Ukrainy (DJuFL). Karierę piłkarską rozpoczął 29 lipca 2007 w składzie trzeciej drużyny Szachtara. Latem 2010 przeszedł do Olimpika Donieck. 20 lutego 2017 przeniósł się do Zirki Kropywnycki. 5 czerwca 2018 za obopólną zgodą kontrakt został anulowany, a 28 czerwca podpisał nowy kontrakt z kazachskim Kyzyłżarem Petropawł.

## Sukcesy i odznaczenia

### Sukcesy klubowe
- mistrz Pierwszej ligi Ukrainy: 2014
- mistrz Drugiej ligi Ukrainy: 2011